# Atlanticus brevicaudus
Atlanticus brevicaudus är en insektsart som beskrevs av Bei-bienko 1955. Atlanticus brevicaudus ingår i släktet Atlanticus och familjen vårtbitare. Inga underarter finns listade i Catalogue of Life.